# Триивичест луциан
Триивичестите луциани (Lutjanus sebae) са вид актиноптери от семейство Едри мексикански риби (Lutjanidae).
Те са незастрашен вид.
Таксонът е описан за пръв път от Жорж Кювие през 1816 година.